# Sección Migrantes y Refugiados
La Sección Migrantes y Refugiados es una sección operativa desde el 1 de enero del 2017 que forma parte del Dicasterio para el Servicio del Desarrollo Humano Integral de la Santa Sede.
El impulsor fue el Papa Francisco, quien el 5 de noviembre de 2016 explicó a miles de representantes de movimientos populares en la Sala de Audiencias del Vaticano que el cardenal Peter Turkson encabezaba una sección relacionada con la mejora del trato a los migrantes y refugiados. La sección está directamente bajo el Papa para poner fin a lo que él mismo describió como una "situación vergonzosa" desde su viaje a Lampedusa. A mediados de diciembre, nombró a Michael Czerny, un jesuita canadiense, y a Fabio Baggio, escalabriniano italiano, para que se fueran subsecretarios de DHI para "ocuparse específicamente del cuidado de migrantes y refugiados".
La misión principal de la Sección de M&R es fomentar el acompañamiento en la Iglesia de las personas en todas las etapas de la migración, especialmente aquellas que de una forma u otra se ven obligadas a moverse o huir, y para este fin celebra múltiples encuentros con organizaciones no gubernamentales católicas especializadas en refugiados y con las conferencias episcopales regionales.
Fruto de este trabajo han aparecido documentos como Responder a los refugiantes y migrantes. Veinte puntos de acción pastoral. El documento señala que la migración es una respuesta humana "natural" a la crisis y responde al "deseo innato de todos los humanos de tener felicidad y una vida mejor". También sostiene que la diferencia entre migrantes y refugiados es difícil de determinar porque sus necesidades "son muy similares, si no idénticas".